# Maidstone
Maidstone è una località di 113 137 abitanti dell'Inghilterra, il capoluogo della contea del Kent, famosa per la presenza del Castello di Leeds.

## Amministrazione

### Gemellaggi
Maidstone è gemellata con:
- Beauvais, dal 1961[2]